# Институт физики металлов имени М. Н. Михеева УрО РАН
ИФМ УрО РАН — Институт физики металлов (ИФМ) Уральского отделения Российской академии наук. Расположен в городе Екатеринбурге.
Основан 17 мая 1931 г. постановлением Президиума ВСНХ СССР № 294 «Об организации научно-исследовательской работы на Урале и в Сибири» на базе выделенной из Ленинградского физико-технического института группы сотрудников. Получившаяся организация была названа Уральским физико-техническим институтом (УФТИ).
По решению президиума Уральского филиала АН СССР от 26 июля 1945 года, из состава института были выведены лаборатории, занимавшиеся металлургическими процессами, оставшаяся организация была переименована в Институт физики металлов.
Указом Президиума Верховного Совета СССР от 1 июня 1967 г. институт награждён
Орденом Трудового Красного Знамени. В соответствии с этим институт по постановлению Президиума АН СССР от 25 августа 1967 г. № 745 получил новое название — Ордена Трудового Красного Знамени Институт физики металлов АН СССР, которое носил до 2014 года.
Директор института (с 2018):
- Н. В. Мушников

Известные учёные, работавшие в институте:
- Вонсовский, Сергей Васильевич
- Изюмов, Юрий Александрович
- Кацнельсон, Михаил Иосифович
- Кикоин, Исаак Константинович
- Ланге, Фриц Фрицович
- Михеев, Михаил Николаевич
- Садовский, Виссарион Дмитриевич
- Садовский, Михаил Виссарионович
- Талуц, Герман Германович
- Танкеев, Анатолий Петрович
- Туров, Евгений Акимович
- Цидильковский, Исаак Михайлович
- Шубин, Семён Петрович
- Шур, Яков Шебселевич
- Янус, Рудольф Иванович